# Guigneville-sur-Essonne
Guigneville-sur-Essonne és un municipi francès, situat al departament de l'Essonne i a la regió de Illa de França. L'any 2007 tenia 975 habitants.
Forma part del cantó de Mennecy, del districte d'Étampes i de la Comunitat de comunes de la Val d'Essonne.

## Demografia

### Població
El 2007 la població de fet de Guigneville-sur-Essonne era de 975 persones. Hi havia 342 famílies, de les quals 62 eren unipersonals (29 homes vivint sols i 33 dones vivint soles), 117 parelles sense fills, 134 parelles amb fills i 29 famílies monoparentals amb fills.
La població ha evolucionat segons el següent gràfic:
Habitants censats

### Habitatges
El 2007 hi havia 376 habitatges, 350 eren l'habitatge principal de la família, 13 eren segones residències i 13 estaven desocupats. 334 eren cases i 41 eren apartaments. Dels 350 habitatges principals, 309 estaven ocupats pels seus propietaris, 25 estaven llogats i ocupats pels llogaters i 16 estaven cedits a títol gratuït; 11 tenien una cambra, 17 en tenien dues, 36 en tenien tres, 54 en tenien quatre i 232 en tenien cinc o més. 304 habitatges disposaven pel capbaix d'una plaça de pàrquing. A 121 habitatges hi havia un automòbil i a 219 n'hi havia dos o més.

### Piràmide de població
La piràmide de població per edats i sexe el 2009 era:
| Homes | Edats   | Dones |
| ----- | ------- | ----- |
| 0     | 95 o +  | 0     |
| 0     | 90 a 94 | 4     |
| 0     | 85 a 89 | 0     |
| 4     | 80 a 84 | 4     |
| 0     | 75 a 79 | 8     |
| 12    | 70 a 74 | 4     |
| 8     | 65 a 69 | 12    |
| 8     | 60 a 64 | 8     |
| 16    | 55 a 59 | 20    |
| 44    | 50 a 54 | 28    |
| 40    | 45 a 49 | 48    |
| 36    | 40 a 44 | 32    |
| 28    | 35 a 39 | 28    |
| 16    | 30 a 34 | 32    |
| 20    | 25 a 29 | 24    |
| 24    | 20 a 24 | 16    |
| 44    | 15 a 19 | 32    |
| 36    | 10 a 14 | 16    |
| 48    | 5 a 9   | 28    |
| 16    | 0 a 4   | 8     |

## Economia
El 2007 la població en edat de treballar era de 675 persones, 489 eren actives i 186 eren inactives. De les 489 persones actives 457 estaven ocupades (238 homes i 219 dones) i 32 estaven aturades (17 homes i 15 dones). De les 186 persones inactives 63 estaven jubilades, 66 estaven estudiant i 57 estaven classificades com a «altres inactius».

### Ingressos
El 2009 a Guigneville-sur-Essonne hi havia 327 unitats fiscals que integraven 907 persones, la mediana anual d'ingressos fiscals per persona era de 23.925 €.

### Activitats econòmiques
Dels 20 establiments que hi havia el 2007, 4 eren d'empreses de construcció, 2 d'empreses de comerç i reparació d'automòbils, 1 d'una empresa de transport, 2 d'empreses d'hostatgeria i restauració, 1 d'una empresa d'informació i comunicació, 6 d'empreses de serveis i 4 d'entitats de l'administració pública.
Dels 4 establiments de servei als particulars que hi havia el 2009, 1 era una gendarmeria, 1 guixaire pintor i 2 lampisteries.
L'any 2000 a Guigneville-sur-Essonne hi havia 5 explotacions agrícoles.

## Equipaments sanitaris i escolars
El 2009 hi havia 1 escola maternal i 1 escola elemental. Guigneville-sur-Essonne disposava d'un col·legi d'educació secundària amb 574 alumnes.

## Poblacions properes
El següent diagrama mostra les poblacions més properes.